# Pseudolimnophila (Pseudolimnophila) concussa
Pseudolimnophila (Pseudolimnophila) concussa is een tweevleugelige uit de familie steltmuggen (Limoniidae). De soort komt voor in het Oriëntaals gebied.